# 賽義德·穆拉德·阿里·沙
賽義德·穆拉德·阿里·沙（英語：Syed Murad Ali Shah，1962年8月11日—），是一名巴基斯坦政治人物。他是巴基斯坦信德省的首席部長（Chief Minister）。
穆拉德出生于信德省首府卡拉奇，他的父亲也曾担任信德省首席部長。他拥有两个美国史丹福大学的碩士學位。